# Internationale Thüringen-Rundfahrt der Frauen 2013
Die 26. Internationale Thüringen-Rundfahrt der Frauen fand vom 15. bis 21. Juli 2013 im Süden und Osten Thüringens statt. Sieben Etappen führten in Rundkursen um die Städte Schleusingen, Hermsdorf, Schleiz, Gera, Altenburg, Schmölln und Zeulenroda-Triebes.
Gesamtsiegerin der Rundfahrt wurde die Schwedin Emma Johansson, die von der ersten bis zur letzten Etappe durchgängig die Gesamtwertung anführte. Johansson hatte die Internationale Thüringen-Rundfahrt bereits 2011 gewonnen.

## Teilnehmerinnen
Bei der Thüringen-Rundfahrt 2013 gingen 16 Radsportteams mit 95 Fahrerinnen an den Start.
| Sponsorenteams - Team Be Pink - Bigla Cycling Team - Boels Dolmans Cyclingteam - Team Cylelive Plus-Zannata - Team Hitec Products UCK - Koga Ladies – Central Rhede – Fachklinik Dr. Herzog – Cycling Team - Maxx Solar - MCipollini Giordana Galassia - Team Orica-AIS - Rabobank Liv/Giant - Sengers Ladies Cyclingteam - Team Specialized-lululemon - Wiggle Honda Women’s Pro Cycling Team | Nationalteams - Australien - Deutschland (BDR) - Slowenien |

## Etappenübersicht
| Etappen   | Typ | Tag           | Strecke              | km    | Etappensiegerin      | Zeit (h)   | Schnitt (km/h) | Gelbes Trikot  |
| --------- | --- | ------------- | -------------------- | ----- | -------------------- | ---------- | -------------- | -------------- |
| 1. Etappe |     | Mo., 15. Juli | Rund um Schleusingen | 064,0 | Emma Johansson       | 1:43:28    | 37,113         | Emma Johansson |
| 2. Etappe |     | Di., 16. Juli | Rund um Hermsdorf    | 121,4 | Carmen Small         | 3:18:50    | 36,634         | Emma Johansson |
| 3. Etappe |     | Mi., 17. Juli | Rund um Schleiz      | 120,5 | Annemiek van Vleuten | 3:31:35    | 34,171         | Emma Johansson |
| 4. Etappe | EZF | Do., 18. Juli | Rund um Gera         | 021,0 | Shara Gillow         | 0:28:52,71 | 43,649         | Emma Johansson |
| 5. Etappe |     | Fr., 19. Juli | Rund um Altenburg    | 100,0 | Emma Johansson       | 2:28:01    | 40,536         | Emma Johansson |
| 6. Etappe |     | Sa., 20. Juli | Rund um Schmölln     | 086,0 | Valentina Scandolara | 2:45:45    | 31,131         | Emma Johansson |
| 7. Etappe |     | So., 21. Juli | Rund um Zeulenroda   | 100,0 | Tatiana Guderzo      | 2:51:11    | 35,050         | Emma Johansson |